# Tjé
Cette page contient des caractères spéciaux ou non latins. S’ils s’affichent mal (▯, ?, etc.), consultez la page d’aide Unicode.
Ne doit pas être confondu avec la lettre cyrillique tié ‹ Ћ ћ ›, ou la lettre cyrillique tjé komi ‹ Ԏ ԏ ›.
Le tjé (majuscule : Ᲊ, minuscule : ᲊ), ou té signe mou, est une lettre de l’alphabet cyrillique utilisée dans l’écriture du khanty, en particulier dans les dialectes surgut, kazym et shurishkar. Il est composé d’une ligature de la lettre té ‹ Т т › et du signe mou ‹ Ь ь ›. Elle n’est pas à confondre avec les lettres tié ‹ Ћ ћ › et dié ‹ Ђ ђ ›, ou la lettre tjé komi ‹ Ԏ ԏ ›.

## Utilisation
En 2013, le tjé a été ajouté à l’alphabet khanty, utilisé dans le district autonome des Khantys-Mansis — Iougra en Russie, lors d’un séminaire sur l’orthographe du khanty. La lettre est utilisée dans l’écriture des dialectes surgut, kazym et shurishkar. Elle représente une consonne occlusive alvéolaire sourde palatalisée [tʲ].

## Représentations informatiques
Le tjé peut être représenté avec les caractères Unicode (Cyrillique étendu – C) suivants :
| formes    | représentations | chaînes de caractères | points de code | descriptions                    |
| --------- | --------------- | --------------------- | -------------- | ------------------------------- |
| capitale  | Ᲊ               | Ᲊ                     | U+1C89         | lettre majuscule cyrillique tjé |
| minuscule | ᲊ               | ᲊ                     | U+1C8A         | lettre minuscule cyrillique tjé |

## Sources
- (en) «  Cyrillic extended-C[1C80] », dans The Unicode Standard, version 16.0), 2024 (lire en ligne)
- [Koshkareva 2013] (ru) Наталья Борисовна Кошкарева, « Актуальные вопросы совершенствования хантыйской графики и орфографии », Вестник угроведения, vol. 3, no 3,‎ 2013, p. 47-78 (lire en ligne)
- [Lelhova2012] (ru) Ф. М. Лельхова, Словарь глаголов хантыйского языка (шурышкарский диалект), Ханты-Мансийск, ОАО «Издательский дом «Новости Югры»,‎ 2012 (ISBN 978-5-4422-0019-5, présentation en ligne, lire en ligne)
- (en) Nikita Manulov, Proposal to encode Cyrillic letter Khanty Tje in ISO/IEC 10646 and The Unicode Standard (no L2/22-119), 16 juin 2022 (lire en ligne)
- [Shepregi2017] (ru) М. Чепреги, Сургутский диалект хантыйского языка, Ханты-Мансийск, ООО «Печатный мир г. Ханты-Мансийск»,‎ 2017 (ISBN 978-5-6040448-0-3, présentation en ligne, lire en ligne)
- [Solovar 2014] (ru + kca) В. Н. Соловар, Хантыйско-русский словарь (казымский диалект), Тюмень:, ООО «ФОРМАТ»,‎ 2014 (ISBN 978-5-9905543-4-4, présentation en ligne, lire en ligne)
- [Volkova et Solovar 2016] (ru + kca) А. Н. Волкова et В. Н. Соловар, Краткий русско-хантыйский словарь (сургутский диалект), Ханты-Мансийск, Югорский формат,‎ 2016 (ISBN 978-5-9907703-2-4, présentation en ligne, lire en ligne)
- [Volkova et Solovar 2018] (ru + kca) А. Н. Волкова et В. Н. Соловар, Хантыйско-русский тематический словарь (сургутский диалект), Санкт-Петербург, Издательство РГПУ им. А. И. Герцена,‎ 2018 (ISBN 978-5-8064-2560-8, présentation en ligne, lire en ligne)